# 江绵恒
江绵恒（1951年4月8日—），男，汉族，江苏省扬州市人，出生于上海。曾任中国科学院副院长、上海分院院长、党组成员、研究员，上海科技大学校长等职，现任上海科技大学校务委员会主任。江绵恒是江泽民的长子。

## 生平
江绵恒1951年4月生于上海市，江绵恒中学时曾就读于上海曹杨二中，1977年毕业于复旦大学物理二系，1982年于中国科学院半导体研究所获得硕士学位，后到中国科学院上海冶金所从事科研工作。1986年9月赴美国留学，从事高温超导材料和半导体物理方面的研究工作，1991年6月在美国费城卓克索大學获得电机工程学博士学位，后在美国惠普公司工作。1993年1月回到中国科学院上海冶金所，其工作重点为促进科研成果产业化以及研究所的组织和管理等方面。1997年7月任上海冶金所所长。取得博士学位八年之后，江绵恒于1999年11月出任中国科学院副院长，主要负责全院高技术研究所的研究与发展工作。
2004年曾担任神舟五号副总指挥。曾经担任“创新一号”小卫星的首席科学家，在2007年担任绕月探测工程领导小组副组长、嫦娥工程副总指挥。2008年出任神舟七号副总指挥。
2011年11月，江绵恒不再担任中国科学院副院长。
2014年2月21日，江绵恒首次以“上海科技大学校长”身份在官方媒体中出现。
2014年5月14日，江绵恒和中共上海市委書記韓正高調陪同前中央政治局常委、国家副主席曾庆红参观上海韩天衡美术馆，但此消息被幾乎所有中国官方媒体封殺，受到舆论的广泛关注。
2014年11月7日，前中共中央政治局常委、中国全国人大常委会委员长吴邦国来到上海工博会中国科学院展区，在上海市市长杨雄、中科院上海分院院长、上海科技大学校长江绵恒和中科院上海分院常务副院长朱志远的陪同下，视察了中科院展区。
2015年1月6日，江绵恒因年龄原因不再担任中国科学院上海分院院长职务。
2024年6月5日，经上海市人民政府、中国科学院批准和同意：江绵恒任上海科技大学校务委员会主任，不再担任上海科技大学校长职务。

## 社会兼职
江绵恒还担任上海联和投资有限公司法定代表人，并通过该公司先后投资中国网通（CNC）、上海汽车工业(集团)总公司、上海机场集团公司、宏力半导体、上海微创软件有限公司、香港凤凰卫视等企业，出任董事会副董事长，另外，该公司还获得中国股票市场战略投资者地位，在多家上市公司占有有影响力的股权比例。

## 暴富传闻
1994年，江绵恒创办成立了上海联和投资有限公司，并亲自出任董事长和法定代表人，首任总经理杨雄后升任上海市长。
然而，与江绵恒关系密切的前中国网通董事长张春江2009年底因“涉嫌严重违纪”遭中共中央纪委“双规”。此外，中国网通还曾经在2003年9月投资令计划的弟弟令完成担任总经理的“九州在线”（后改名为“天天在线”）。
虽然一直有传言指江绵恒通过联和投资成为亿万富翁，不过，至今他本人或联和投资均没有出面回应有关传言。

## 家庭成员
- 父亲：江泽民，前中共中央总书记、中国国家主席、中央军委主席，中国共产党第三代中央领导集体核心，1989年至2002年间担任中国共产党中央委员会总书记。
- 胞弟：江绵康，现任上海市城乡建设和交通委员会巡视员，上海城市发展信息研究中心主任。
- 儿子：江志成，幼儿园就读于由荣漱仁创办的沪港幼儿园（现上海市市立幼儿园康平路分园），高中保送上海市南洋模范中学，高中毕业后以艺术特长生的身份进入上海交通大学，之后在哈佛大学留学。毕业后在美国投行高盛公司任职[10]。2010年在香港创办博裕资本投资公司（后更名为博裕投资顾问有限公司）并出任董事。现担任香港博裕投资顾问有限公司董事。
- 姑姑：江泽慧，前中国林业科学院院长、安徽农业大学校长。